# Sel'men'ga
Sel'men'ga (in russo Сельменьга) è un insediamento rurale (посёлок) russo del vinogradovskij rajon, nell'oblast' di Arcangelo. È centro amministrativo di uno degli otto comuni rurali del distretto.